# سوزان بویل

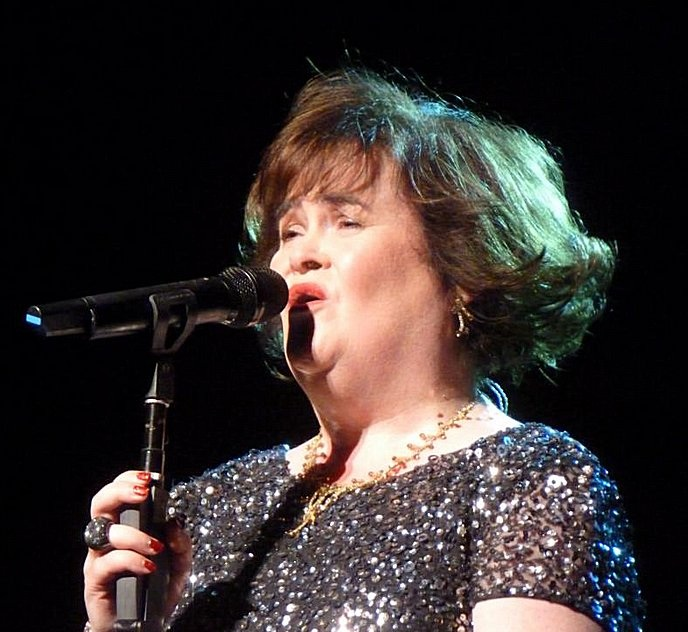
سوزان بویل

سوزان بویل (به انگلیسی: Susan Boyle) خواننده آماتور اسکاتلندی (متولد سال ۱۹۶۱ (میلادی)) است که در تاریخ ۱۱ آوریل ۲۰۰۹ با شرکت در سری سوم مسابقه تلویزیونی «بریتانیا استعداد دارد» (به انگلیسی: Britain's Got Talent)، به شهرت رسید. او در دور اول مسابقه با اجرای آهنگ "من یک رویا دیدم" از مجموعهٔ بینوایان (اثر آهنگساز فرانسوی، کلود-میشل شونبرگ) نظر مثبت داوران را به خود جلب کرد. تانیا گلد در مقاله‌اش در گاردین رفتار نامناسب مخاطبان سوزان بویل را مورد انتقاد قرار داده است. طبق مقاله سایت بی‌بی‌سی، فایل ویدئویی اجرای سوزان بویل در یوتوب را افراد مشهور هالیوود از جمله دمی مور نیز دیده‌اند.